# Вуельта Іспанії 2020
Вуельта Іспанії 2020 року — 75-й сезон одного з найпрестижніших змагань у шосейному велоспорту. Турнір проходив по дорогам Пірінейського півострова. На старт вийшли 176 гонщиків з 22 команд, фінішували — 142. Переможцем став Примож Роглич з команди «Team Jumbo–Visma».
Напередодні сезону планували провести перегони з 14 серпня по 6 вересня. Але через пандемію коронавірусної хвороби навесні були відмінені старти на «Джиро д'Італія» і «Тур де Франс». 15 квітня міжнародна федерація оголосила, що наприкінці літа стартуватиме «Тур де Франс», а «Джиро д'Італія» і «Вуельта Іспанії» відбудуться після чемпіонату світу з шосейних перегонів. 5 травня федерація визначила остаточні терміни: «Джиро» пройде з 3 по 25 жовтня, а «Вуельта» між 20 жовтня та 8 листопада. З 1985 року гонка складалася з 21 етапу. Через виснажливий графік наприкінці року була зменшена кількість етапів до 18-ти..

## Команди
У змаганні взяли участь всі дев'ятнадцять команд з UCI WorldTeams (елітний дивізіон велоспорту). Окрім того, до були запрошені три команди з UCI ProTeam . Про це було повідомлено 8 травня 2020 року./
WorldTeams (19)
- «AG2R La Mondiale»
- «Astana Pro Team»
- «Bahrain McLaren»
- «Bora-Hansgrohe»
- CCC
- «Cofidis»
- «Deceuninck-Quick Step»
- «EF Pro Cycling»
- «Groupama-FDJ»
- «Israel Start-Up Nation»
- «Lotto Soudal»
- «Mitchelton-Scott»
- «Movistar Team»
- «NTT Pro Cycling»
- «Ineos Grenadiers»
- «Team Jumbo-Visma»
- «Team Sunweb»
- «Trek-Segafredo»
- «UAE Team Emirates»

ProTeams (3)
- «Burgos-BH»
- «Caja Rural-Seguros RGA»
- «Total Direct Énergie»

## Прогнози
Головним фаворитом перед гонкою вважався Примож Роглич, який захищав титул переможця. Йому конкуренцію міг скласти одноклубник Том Дюмулен (чемпіон «Джиро д'Італія 2017»). До кола основних претендентів входили Річард Карапас (переможець «Джиро д'Італія 2019»), Енрік Мас («Movistar Team») і Тібо Піно («Groupama–FDJ»). Олександр Власов («Astana Pro Team») відмовився від «Джиро д'Італія» після другого етапу і мав достатньо часу на підготовку. Серед інших гонщиків згадували дворазового переможця Кріса Фрума («Ineos Grenadiers»), його одноклубника Івана Сосу, чемпіон 2009 року Алехандро Вальверде («Movistar Team») і Сеппа Кусса («Team Jumbo–Visma»).
Організатори планували стартували в Утрехті, про що було повідомлено 17 грудня 2019 року в Мадриді. Перші три етапи мали пройти в Нідерландах До цього Вуельта тричі стартувала за межами Іспанії, у тому числі одного разу в Нідерландах (2009). 29 квітня 2020 року були скасовані перші три етапи, а старт відбувся в Країні Басків (вперше з 1961 року).

## Загальні відомості
| Етап | Дата        | Маршрут                                 | Дистанція  | Рельєф місцевості | Рельєф місцевості   | Переможець             |           |
| ---- | ----------- | --------------------------------------- | ---------- | ----------------- | ------------------- | ---------------------- | --------- |
| 1    | 20 жовтня   | Ірун — Ейбар                            | 173 км     |                   | горбистий           | Примож Роглич (SLO)    |           |
| 2    | 21 жовтня   | Памплона — Лекумберрі                   | 151.6 км   |                   | горбистий           | Марк Солер (ESP)       |           |
| 3    | 22 жовтня   | Лодоса — Вінуеса                        | 166.1 км   |                   | горбистий           | Ден Мартін (IRL)       |           |
| 4    | 23 жовтня   | Гаррай — Ехеа-де-лос-Кабальєрос         | 191.7 км   |                   | рівнинний           | Сем Беннет (IRL)       |           |
| 5    | 24 жовтня   | Уеска — Сабіньяніго                     | 184.4 км   |                   | горбистий           | Тім Велленс (BEL)      |           |
| 6    | 25 жовтня   | Б'єскас — Арамон Формігаль              | 146.4 км   |                   | гірський            | Іон Ісагірре (ESP)     |           |
|      | 26 жовтня   | Віторія                                 | Віторія    |                   | Вихідний день       | Вихідний день          |           |
| 7    | 27 жовтня   | Віторія — Вальдеговія                   | 159.7 км   |                   | горбистий           | Майкл Вудс (CAN)       |           |
| 8    | 28 жовтня   | Логроньо — Монкальвільйо                | 164 км     |                   | гірський            | Примож Роглич (SLO)    |           |
| 9    | 29 жовтня   | Кастрільйо-дель-Валь — Агілар-де-Кампоо | 157.7 км   |                   | рівнинний           | Паскаль Акерманн (GER) |           |
| 10   | 30 жовтня   | Кастро-Урдіалес — Суансес               | 185 км     |                   | рівнинний           | Примож Роглич (SLO)    |           |
| 11   | 31 жовтня   | Вільявісьйоса — Альто дела Фаррапоне    | 170 км     |                   | гірський            | Давид Гудю (FRA)       |           |
| 12   | 1 листопада | Лавіана — Англіру                       | 109.4 км   |                   | гірський            | Г'ю Карті (GBR)        |           |
|      | 2 листопада | Ла-Корунья                              | Ла-Корунья |                   | Вихідний день       | Вихідний день          |           |
| 13   | 3 листопада | Мурос — Мірадор де Есаро                | 33.7 км    |                   | гірський роздільний | Примож Роглич (SLO)    |           |
| 14   | 4 листопада | Луго — Оренсе                           | 204.7 км   |                   | горбистий           | Тім Велленс (BEL)      |           |
| 15   | 5 листопада | Мос — Пуебла-де-Санабрія                | 230.8 км   |                   | горбистий           | Єспер Філіпсен (BEL)   |           |
| 16   | 6 листопада | Саламанка — Сьюдад-Родриго              | 162 км     |                   | горбистий           | Магнус Корт (DEN)      |           |
| 17   | 7 листопада | Секерос — Альто дела Коватілья          | 178.2 км   |                   | гірський            | Давид Гудю (FRA)       |           |
| 18   | 8 листопада | Іподром «Zarzuela», Мадрид              | 124.2 км   |                   | рівнинний           | Паскаль Акерманн (GER) |           |
|      | Всього      | Всього                                  | 2892.6 км  | 2892.6 км         | 2892.6 км           | 2892.6 км              | 2892.6 км |

## Тур за туром

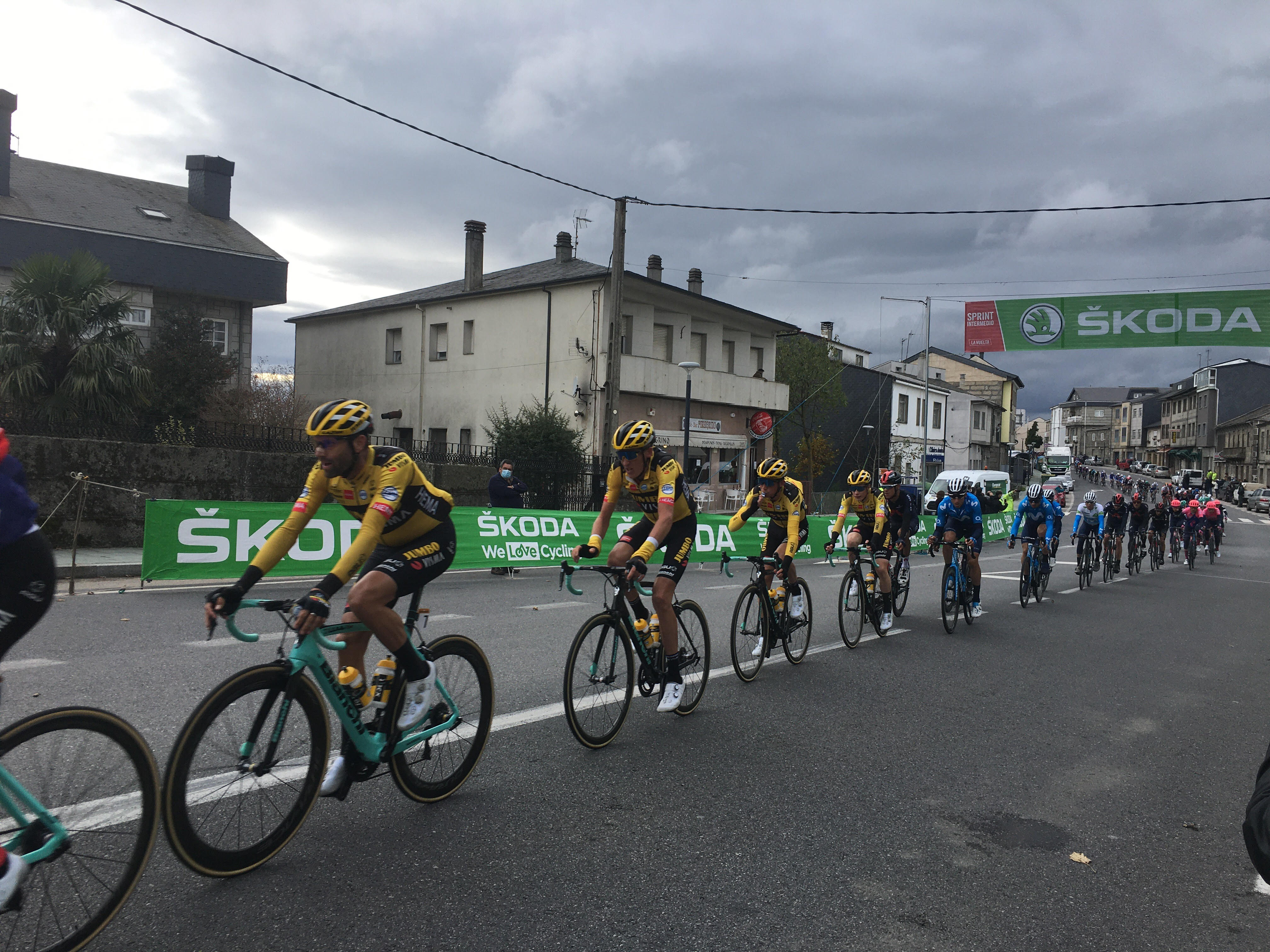
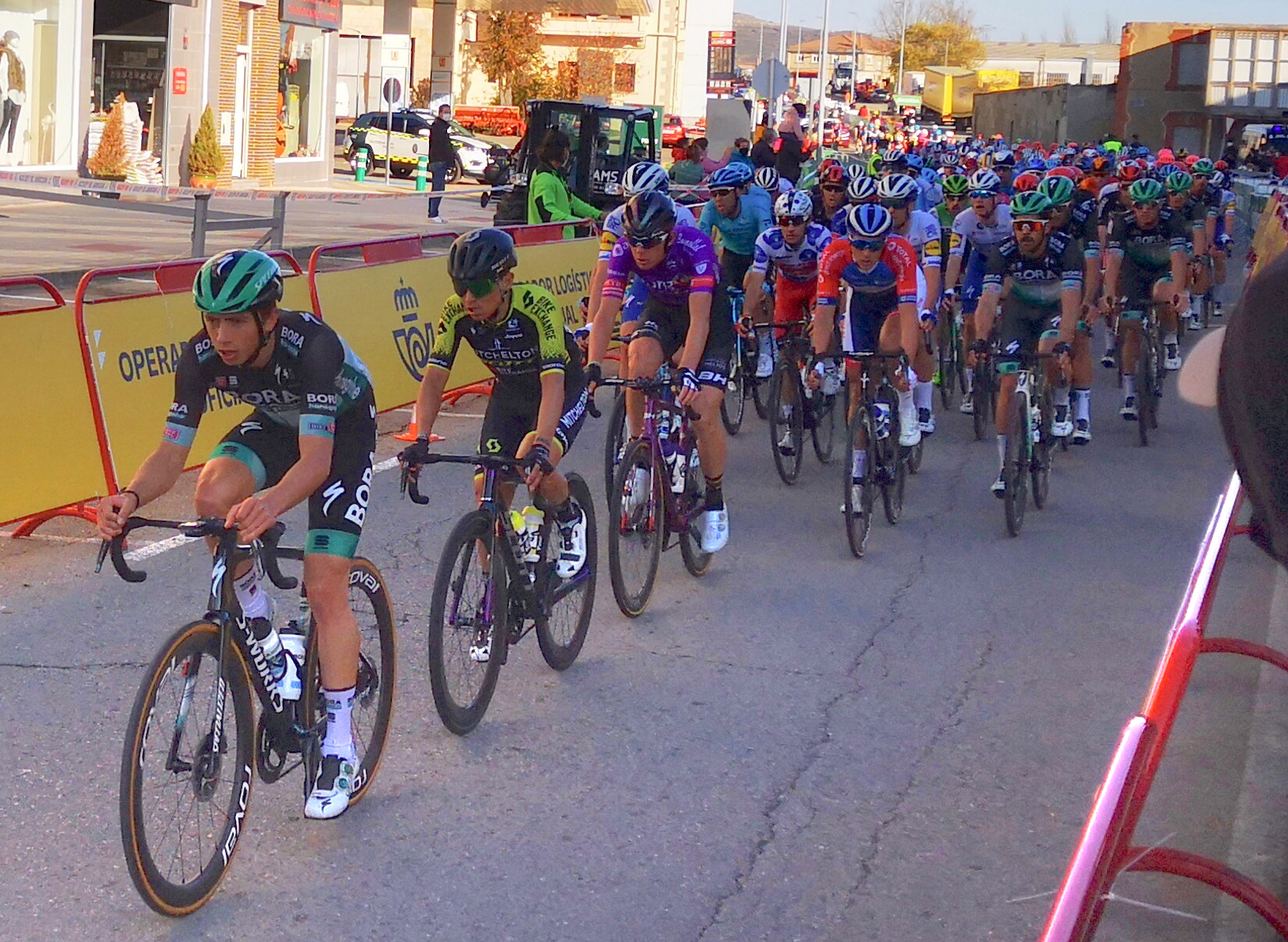

| Етап       | Переможець       | Генеральна класифікація | Очкова класифікація | Гірська класифікація | Молодіжна класифікація | Командна класифікація | Найагресивніший гонщик |
| ---------- | ---------------- | ----------------------- | ------------------- | -------------------- | ---------------------- | --------------------- | ---------------------- |
| 1          | Примож Роглич    | Примож Рогліч           | Примож Роглич       | Сепп Кусс            | Енрік Мас              | Team Jumbo–Visma      | Джетце Бол             |
| 2          | Марк Солер       | Примож Рогліч           | Примож Роглич       | Річард Карапас       | Енрік Мас              | Team Jumbo–Visma      | Гонсало Серрано        |
| 3          | Ден Мартін       | Примож Рогліч           | Примож Роглич       | Річард Карапас       | Енрік Мас              | Team Jumbo–Visma      | Віллі Сміт             |
| 4          | Сем Беннет       | Примож Рогліч           | Примож Роглич       | Річард Карапас       | Енрік Мас              | Team Jumbo–Visma      | Хесус Ескерра          |
| 5          | Тім Велленс      | Примож Рогліч           | Примож Роглич       | Тім Велленс          | Енрік Мас              | Team Jumbo–Visma      | Гійом Мартін           |
| 6          | Іон Ісагірре     | Річард Карапас          | Примож Роглич       | Тім Велленс          | Енрік Мас              | Movistar              | Горка Ісагірре         |
| 7          | Майкл Вудс       | Річард Карапас          | Примож Роглич       | Гійом Мартін         | Енрік Мас              | Movistar              | Алехандро Вальверде    |
| 8          | Примож Роглич    | Річард Карапас          | Примож Роглич       | Гійом Мартін         | Енрік Мас              | Movistar              | Стен Девульф           |
| 9          | Паскаль Акерманн | Річард Карапас          | Примож Роглич       | Гійом Мартін         | Енрік Мас              | Movistar              | Хуан Феліпе Осоріо     |
| 10         | Примож Роглич    | Примож Роглич           | Примож Роглич       | Гійом Мартін         | Енрік Мас              | Movistar              | Алекс Моленаар         |
| 11         | Давид Гудю       | Примож Роглич           | Примож Роглич       | Гійом Мартін         | Енрік Мас              | Movistar              | Марк Солер             |
| 12         | Г'ю Карті        | Річард Карапас          | Примож Роглич       | Гійом Мартін         | Енрік Мас              | Movistar              | Гійом Мартін           |
| 13         | Примож Роглич    | Примож Роглич           | Примож Роглич       | Гійом Мартін         | Енрік Мас              | Movistar              |                        |
| 14         | Тім Велленс      | Примож Роглич           | Примож Роглич       | Гійом Мартін         | Енрік Мас              | Movistar              | Марк Солер             |
| 15         | Джаспер Філіпсен | Примож Роглич           | Примож Роглич       | Гійом Мартін         | Енрік Мас              | Movistar              | Гійом Мартін           |
| 16         | Магнус Корт      | Примож Роглич           | Примож Роглич       | Гійом Мартін         | Енрік Мас              | Movistar              | Ремі Каванья           |
| 17         | Давид Гудю       | Примож Роглич           | Примож Роглич       | Гійом Мартін         | Енрік Мас              | Movistar              | Марк Солер             |
| 18         | Паскаль Акерманн | Примож Роглич           | Примож Роглич       | Гійом Мартін         | Енрік Мас              | Movistar              |                        |
| Остаточний | Остаточний       | Примож Роглич           | Примож Роглич       | Гійом Мартін         | Енрік Мас              | Movistar              | Ремі Каванья           |

## Підсумки
| Умовні позначення        | Умовні позначення             | Умовні позначення                        | Умовні позначення                   |
| ------------------------ | ----------------------------- | ---------------------------------------- | ----------------------------------- |
| A red jersey.            | Переможець турніру            | A white jersey.                          | Найкращий серед молодих спортсменів |
| A green jersey.          | Найкращий за набраними очками | A white jersey with a red number bib.    | Найкраща команда                    |
| A blue polka dot jersey. | найкращий у горах             | A white jersey with a yellow number bib. | Найагресивніший гонщик              |

### Генеральна класифікація
| Місце | Гонщик                    | Команда                | Час                 |
| ----- | ------------------------- | ---------------------- | ------------------- |
| 1     | Примож Роглич (SLO)       | Team Jumbo–Visma       | 72 год. 46 хв. 12 " |
| 2     | Річард Карапас (ECU)      | Ineos Grenadiers       | + 24 "              |
| 3     | Г'ю Карті (GBR)           | EF Pro Cycling         | + 1 '15 "           |
| 4     | Деніел Мартін (IRL)       | Israel Start-Up Nation | + 2 '43 "           |
| 5     | Енрік Мас (ESP)           | Movistar Team          | + 3 '36 "           |
| 6     | Ваут Пулс (NED)           | Bahrain–McLaren        | + 7 '16 "           |
| 7     | Давид де ла Крус (ESP)    | UAE Team Emirates      | + 7 '35 "           |
| 8     | Давид Гудю (FRA)          | Groupama–FDJ           | + 7 '45 "           |
| 9     | Феликс Гросшартнер        | Bora–Hansgrohe         | + 8 '15 «           |
| 10    | Алехандро Вальверде (ESP) | Movistar Team          | + 9 '34 „           |
| 11    | Олександр Власов (RUS)    | Astana Pro Team        | + 9' 36“            |
| 12    | Джордж Беннетт (NZL)      | Team Jumbo-Visma       | + 14' 04»           |
| 13    | Мікель Нієве (ESP)        | Mitchelton-Scott       | + 14' 47"           |
| 14    | Гійом Мартін (FRA)        | Cofidis                | + 15' 07"           |
| 15    | Серхіо Енао (COL)         | UAE Team Emirates      | + 15' 36"           |
| 16    | Сепп Кусс (USA)           | Team Jumbo-Visma       | + 16' 26"           |
| 17    | Маттіа Каттанео (ITA)     | Deceuninck-Quick Step  | + 17' 45"           |
| 18    | Марк Солер (ESP)          | Movistar Team          | + 21' 01"           |
| 19    | Горка Ісагірре (ESP)      | Astana Pro Team        | + 21' 46"           |
| 20    | Джино Медер (SUI)         | NTT Pro Cycling        | + 43' 39"           |

| Місце | Гонщик                 | Команда                | Бали |
| ----- | ---------------------- | ---------------------- | ---- |
| 1     | Примож Роглич (SLO)    | Team Jumbo–Visma       | 204  |
| 2     | Річард Карапас (ECU)   | Ineos Grenadiers       | 133  |
| 3     | Деніел Мартін (IRL)    | Israel Start-Up Nation | 111  |
| 4     | Г'ю Карті (GBR)        | EF Pro Cycling         | 96   |
| 5     | Гійом Мартін (FRA)     | Cofidis                | 87   |
| 6     | Паскаль Акерманн (GER) | Bora-Hansgrohe         | 84   |
| 7     | Єспер Філіпсен (BEL)   | UAE Team Emirates      | 80   |
| 8     | Марк Солер (ESP)       | Movistar Team          | 73   |
| 9     | Майкл Вудс (CAN)       | EF Pro Cycling         | 72   |
| 10    | Енрік Мас (ESP)        | Movistar Team          | 71   |

| Місце | Гонщик               | Команда                | Бали |
| ----- | -------------------- | ---------------------- | ---- |
| 1     | Гійом Мартін (FRA)   | Cofidis                | 99   |
| 2     | Тім Велленс (BEL)    | Lotto Soudal           | 34   |
| 3     | Річард Карапас (ECU) | Ineos Grenadiers       | 30   |
| 4     | Давид Гудю (FRA)     | Groupama–FDJ           | 29   |
| 5     | Сепп Кусс (USA)      | Team Jumbo-Visma       | 27   |
| 6     | Примож Роглич (SLO)  | Team Jumbo–Visma       | 24   |
| 7     | Г'ю Карті (GBR)      | EF Pro Cycling         | 21   |
| 8     | Майкл Вудс (CAN)     | EF Pro Cycling         | 21   |
| 9     | Руй Кошта (POR)      | UAE Team Emirates      | 21   |
| 10    | Деніел Мартін (IRL)  | Israel Start-Up Nation | 20   |

| Місце | Гонщик                 | Команда          | Час          |
| ----- | ---------------------- | ---------------- | ------------ |
| 1     | Енрік Мас (ESP)        | Movistar Team    | 72h 49' 48"  |
| 2     | Давид Гудю (FRA)       | Groupama–FDJ     | + 4' 09"     |
| 3     | Олександр Власов (RUS) | Astana Pro Team  | + 6' 00"     |
| 4     | Джино Медер (SUI)      | NTT Pro Cycling  | + 40' 03"    |
| 5     | Георг Ціммерманн (GER) | BMC Racing Team  | + 42' 04"    |
| 6     | Вілл Барта (USA)       | BMC Racing Team  | + 46' 28"    |
| 7     | Кобе Гуссенс (BEL)     | Lotto Soudal     | + 59' 21"    |
| 8     | Клеман Шампуссен (FRA) | AG2R La Mondiale | + 1: 17' 44" |
| 9     | Роберт Пауер (AUS)     | Team Sunweb      | + 1: 30' 22" |
| 10    | Доріан Годон (FRA)     | AG2R La Mondiale | + 1: 38' 24" |

| Місце | Команда           | Час          |
| ----- | ----------------- | ------------ |
| 1     | Movistar Team     | 218h 37' 21" |
| 2     | Team Jumbo-Visma  | + 10' 23"    |
| 3     | Astana Pro Team   | + 40' 09"    |
| 4     | UAE Team Emirates | + 1: 04' 05" |
| 5     | Mitchelton–Scott  | + 1: 08' 33" |
| 6     | Cofidis           | + 1: 44' 20" |
| 7     | Ineos Grenadiers  | + 2: 32' 28" |
| 8     | Groupama–FDJ      | + 2: 44' 38" |
| 9     | Team Sunweb       | + 3: 08' 27" |
| 10    | EF Pro Cycling    | + 3: 12' 25" |